# Gers
För andra betydelser, se Gers (olika betydelser).
Gers är ett  departement i regionen Occitanien, sydvästra Frankrike. I den tidigare regionindelningen som gällde fram till 2015 tillhörde Gers regionen Midi-Pyrénées. Namnet kommer från Garonnes biflod Gers som flyter igenom departementet. Huvudort är Auch. Invånarna i departementet kallas för les Gersois.
Gers är en av 83 ursprungliga departement som skapades under Franska revolutionen den 4 mars 1790.  Det bildades med delar från de äldre provinserna Aquitania Novempopulana och Gascogne. Nu är Gers omgärdat av departementen Hautes-Pyrénées, Haute-Garonne, Tarn-et-Garonne, Lot-et-Garonne, Landes och Pyrénées-Atlantiques.
Gers är känt för sin tillverkning av armagnac och gåslever.